# Septobasidium fissolobatum
Septobasidium fissolobatum är en svampart som först beskrevs av Henn., och fick sitt nu gällande namn av Lloyd 1920. Septobasidium fissolobatum ingår i släktet Septobasidium och familjen Septobasidiaceae.   Inga underarter finns listade i Catalogue of Life.